# Kristina Kochanská
Kristina Kochanská [kočanská] (v anglickém originále Kristine Kochanski) je fiktivní postava z britského sitcomu Červený trpaslík. Je navigační důstojnicí první třídy a zároveň velkou láskou třetího technika Davea Listera, se kterým 3 týdny chodila, dokud mu nenapsala dopis na rozloučenou a nerozešla se s ním. Objevuje se v seriálu ve dvou různých érách.
V první éře se objeví jen zřídkakdy a to hlavně v prvních dvou sériích. Poté je její postava několikrát zmiňována a od třetího dílu sedmé série nahrazuje Arnolda Rimmera, který se mezitím stal Eso Rimmerem a transdimenzionálním superhrdinou. Kristina se mezi posádkou Trpaslíka objeví poté, co průzkumná loď Červeného trpaslíka Kosmik objeví tunel mezi realitami a Kochanská se nešťastnou náhodou ocitne na palubě nám známé verze posádky. Má sice několik možností, jak se dostat zpět do své reality, ty ale promarní a v seriálu zůstane až do posledního dílu osmé série. Na palubě Kosmiku je nespokojená, protože se nemůže vykoupat ve vaně (sprchy nesnáší) a protože na palubě není kozí sýr s kousky ananasu. Palubní android Kryton je také nespokojen, protože jeho zachránce Lister se více věnuje jí nežli jemu. Proto se snaží Kristinu vystrnadit z lodi, což se mu ale nepovede. Nejvíce se mu nelíbí, že jí musí žehlit oblečení a absolutním vrcholem je fakt, že košíčky jejích podprsenek musí žehlit na své hlavě, protože by jinak ztratily tvar.
Ve své realitě Kristina chodí s Davem Listerem, který při oné osudové havárii, kterou zavinil Rimmer, nebyl ve stázi, jelikož jeho kočku u sebe měla právě Kochanská. Palubní počítač Holly poté oživí Listera jako člověka nejbližšího Kristině, která by po třech milionech let ve stázi (z důvodu ozáření lodě) nejspíše bez společnosti přišla o rozum. Její Dave Lister se díky jeho měkkému světlu stal mimořádně citlivým mužem, který dokonce rád nakupuje – zejména boty. Proto je pro ni nový Lister naprosto neatraktivní a nechce s ním nic mít, i když ten se jí snaží zavděčit. Lister kvůli tomuto faktu má v epizodě „Epidém“ sexuální faux pas.
Záhy po obnovení Červeného trpaslíka a celé jeho posádky Krytonovými nanoboty (v 8. sérii) se Kochanská spolu s ostatními hlavními hrdiny dostává do lodního vězení, ze kterého vyváznou až v posledním díle série poté, co kapitán s částí posádky Červeného trpaslíka (vážně poškozeného chameleonským virem) opouští. Kristina se spolu s Davem a Krytonem vydávají do zrcadlového vesmíru. Tak to alespoň tvrdí jeden prodejní automat Rimmerovi, který se od tam vrátil sám. (Rimmer se do zrcadlového vesmíru vydal před nimi, aby získal protilátku na záchranu lodi. Tam bylo vše obráceně a setkal se zde mj. i s alter egem Kristiny, coby recepční u profesora Kocoura.)
V deváté (mini)sérii „Zpátky na zemi“ (2009) se napřed uvádí, že zemřela nešťastnou náhodou. Více o tom ví pouze Kryton, který u této události údajně byl. To se ale později ukazuje jako lež (Kristina Davea jen opustila, jelikož měla dost jeho způsobu života.
Kristinu Kochanskou hrály dvě herečky, a to Clare Groganová v první éře a Chloë Annettová ve druhé (od poloviny sedmé série).